# Maksim Vladimirovich Vasilyev
Maksim Vladimirovich Vasilyev (tiếng Nga: Максим Владимирович Васильев; sinh ngày 31 tháng 1 năm 1987) là một cầu thủ bóng đá người Nga hiện tại thi đấu cho FC Yenisey Krasnoyarsk.